# آرلی وینستون اسکات
آرلی وینستون اسکات (انگلیسی: Arleigh Winston Scott; زاده ۲۷ مارس ۱۹۰۰ – درگذشته ۹ اوت ۱۹۷۶) سیاست‌مدار اهل باربادوس بود. وی از ۱۸ مه ۱۹۶۷ تا ۹ اوت ۱۹۷۶ فرماندار کل باربادوس بود.
آرلی وینستون اسکات در ۹ اوت ۱۹۷۶، در سن ۷۶ سالگی درگذشت.